# Tram van Kaiserslautern
De tram van Kaiserslautern was het tramnet van de in de Duitse deelstaat Rijnland-Palts gelegen stad Kaiserslautern. Het net bestond van 1916 tot 1935 en werd in het begin uitgebaat door het privébedrijf Straßenbahn Kaiserslautern AG. Later werd de stad zelf verantwoordelijk voor de exploitatie.

## Geschiedenis

### Straßenbahn Kaiserslautern AG
Op het einde van 19e eeuw, toen Kaiserslautern circa 50 000 inwoners telde, onderzocht men de mogelijkheid voor een binnenstedelijk vervoermiddel. In 1913 gaf de gemeenteraad opdracht aan het elektriciteitsbedrijf Hecker & Co. GmbH uit Wiesbaden om een elektrische tram te plannen en te bouwen.
In de volgende jaren werden sporen aangelegd voor een normaalsporig net, dat in eerste instantie moest bestaan uit een west-oostlijn Waldstraße - Friedhof (begraafplaats) en een zuid-noordlijn Hauptbahnhof - Nordbahnhof. Kort voor het begin van de Eerste Wereldoorlog kwam in Kaiserlautern ook de eerste van elf motorrijtuigen aan. De oorlog vertraagde echter de levering van meer voertuigen. Daarnaast waren langdurige onderhandelingen met de economische administratie nodig tot vrijgave van het materiaal voor de aanleg van de bovenleiding.
Op 21 mei 1915 werd de Straßenbahn Kaiserslautern AG opgericht. Hoofdaandeelhouders waren de stad Kaiserslautern en het bedrijf Hecker & Co, dat ook de bedrijfsvoering voor zijn rekening nam. Uiteindelijk kon op 19 december 1916 een oorlogslijn in dienst genomen worden op de afgewerkte infrastructuur. Deze lijn vertrok aan het station en voer in noordwestelijke richting via de Breitscheidstraße naar de Wittelsbacherplatz (later: Pfaffplatz), doorkruiste dan in oostelijke richting de binnenstad via Fackelrondell en de Stiftskirche om via de Altenwoog- en Mannheimer Straße het eindpunt aan de begraafplaats te bereiken. De lijn werd toen vooral gebruikt door de ginds gekazerneerde soldaten. De stelplaats en elektriciteitscentrale lagen ten westen van het station aan de Trippstadter Straße.
Toen de economische omstandigheden verbeterden, konden nieuwe trajecten geopend worden. Op 15 september 1925 waren drie lijnen in gebruik:
- 1 Hauptbahnhof - Friedhof (begraafplaats) (wit signaal)
- 2 Fackelrondell - Nordbahnhof (rood signaal)
- 3 Hauptbahnhof - Nordbahnhof (geel signaal)

Het net bereikte hiermee met een lengte van 9,3 kilometer zijn grootste uitbreiding. De lijnvoering wijzigde meermaals.

### Stedelijke tram
In 1928 eindigde het contract van Hecker & Co om het tramnet uit te baten. Vanaf dan exploiteerde de stad de tram in eigen beheer. Na een korte toename van het reizigersaantal in het begin van de jaren 1930, leidde de economische crisis tot een sterke inkrimping van het aanbod met het gevolg dat enkel nog lijn 1 Hauptbahnhof - Friedhof overbleef.
De stad wilde niet langer investeren in de renovatie van de infrastructuur en de voertuigen waardoor het trambedrijf op 1 juli 1935 werd opgeheven. De twaalf beschikbare motortrams werden verkocht aan een schroothandelaar in Bingen. Bijwagens waren er niet.
Ter vervanging van de tram, startte op dezelfde dag een stedelijke busbediening die in het begin vijf buslijnen telde::
- 1 Eisenbahnausbesserungswerk (spoorwegreparatiewerkplaats) - Hauptbahnhof - Friedhof (begraafplaats)
- 2 Gaswerk - Hauptbahnhof -Friedhof
- 3 Pfaffenbergstraße - Fackelrondell - Hauptbahnhof
- 4 Wiesenthalerhof - Fackelrondell - Mainzer Tor
- 5 Eisenbahnausbesserungswerk - Fackelrondell - Nordbahnhof

In 1939 waren er acht stads- en voorstadslijnen met een totale lengte van 53 kilometer in exploitatie. Daarvoor stonden er 15 autobussen ter beschikking. Vanaf 1949 knoopte de stad opnieuw aan met een elektrisch vervoermiddel door de invoering van de trolleybus van Kaiserslautern die in 1985 weer verdween.